# Marzanna Morozewicz
Marzanna Morozewicz (ur. 21 kwietnia 1965 w Białymstoku) – polska artystka wizualna, dr hab. nauk o sztukach pięknych, profesor nadzwyczajny Międzywydziałowego Instytutu Kulturoznawstwa i Sztuki Wydziału Pedagogiki i Psychologii Uniwersytetu w Białymstoku.

## Życiorys
W 1998 obroniła pracę doktorską, 2007 habilitowała się na podstawie oceny dorobku naukowego i pracy. Pełni funkcję profesora nadzwyczajnego w Międzywydziałowym Instytucie Kulturoznawstwa i Sztuki na Wydziale Pedagogiki i Psychologii Uniwersytetu w Białymstoku.
Była kierownikiem w Zakładzie Edukacji Wizualnej na Wydziale Pedagogiki i Psychologii Uniwersytetu w Białymstoku.